# Eberhard Hilf

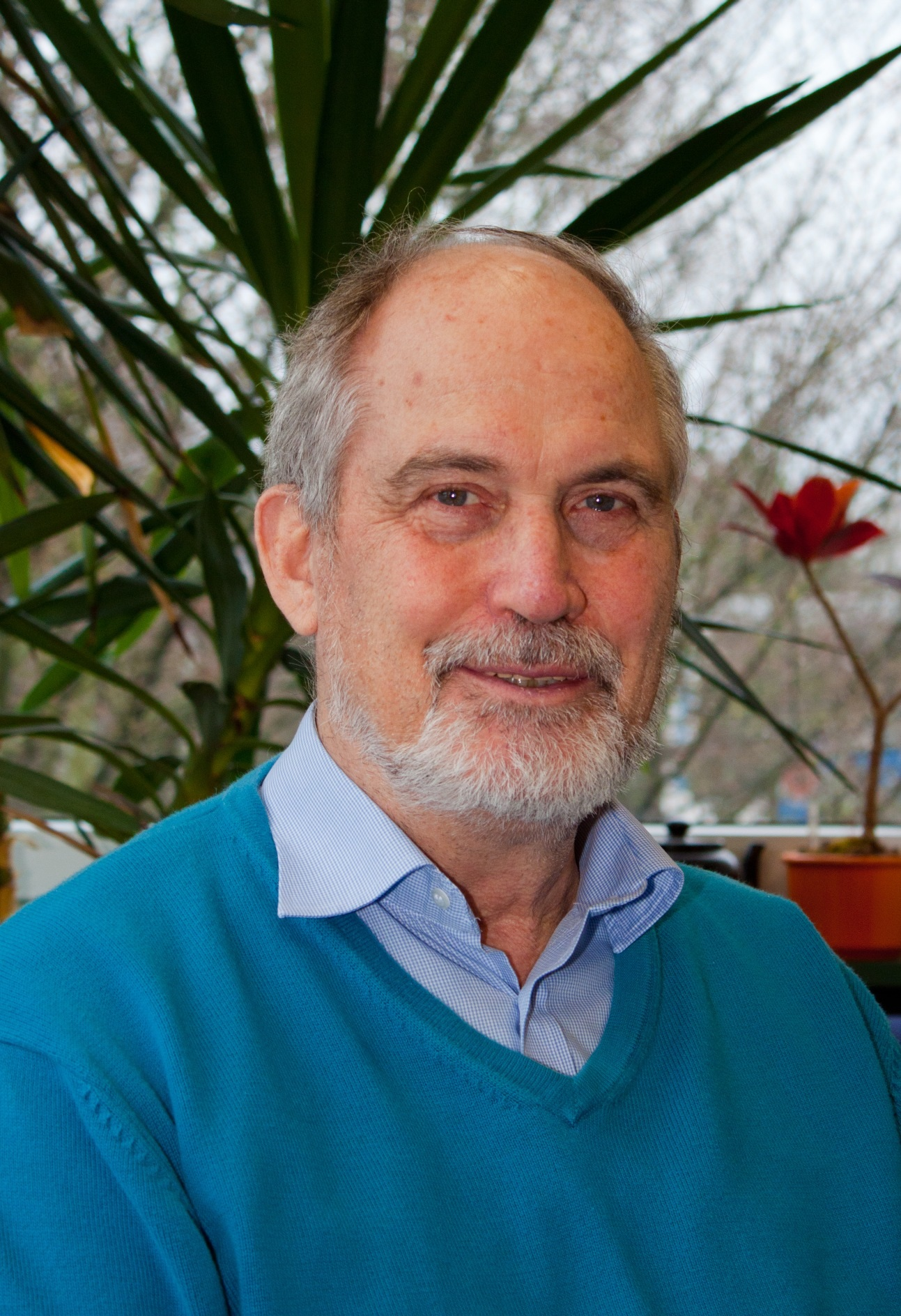
Eberhard Hilf (2011)

Eberhard R. Hilf (* 11. Januar 1935 in Eberswalde) ist ein deutscher Physiker. Er wirkte als Professor für theoretische Physik, zuletzt bis zur Pensionierung 2000 an der Carl von Ossietzky Universität Oldenburg. Hilf war bis zum 5. Februar 2025 Geschäftsführer der Institute for Science Networking Oldenburg GmbH.

## Leben und Beruf
Nach dem Studium der Physik und Meteorologie an den Universitäten Hamburg (1954–1960), München (1955/56), TU Berlin (1959/60) und Frankfurt (1960–1963) wurde Hilf 1967 an der Universität Frankfurt zum Dr. phil. nat. promoviert, 1972 folgte ein Promotionsverfahren zum Dr. rer. nat. habil. an der Universität Würzburg, wo er bei Professor Rolf Ebert habilitierte. Er wirkte als Professor für Theoretische Physik an der Universität Düsseldorf (1972), der TU Darmstadt (1972–85) und der Universität Oldenburg (1985–2000). Gastforschungsaufenthalte führten Hilf an die Yeshiva University, das Goddard Space Flight Center, die University of Washington in Seattle, die Hebrew University in Jerusalem, das Lawrence Berkeley National Laboratory und die Université Paris-Sud (Universität Paris 11).
Hilf war Gründungsmitglied und Sprecher des Aktionsbündnisses Urheberrecht für Bildung und Wissenschaft. In der Deutschen Initiative für NetzwerkInformationen (DINI) war er Vorstandsmitglied. In der European Physical Society (EPS) wirkte Hilf als Mitglied des Action Committees for Publication and Scientific Communication, beim Fachinformationszentrum Karlsruhe war er Mitglied des wissenschaftlichen Beirates. Mitglied des Wissenschaftlichen Beirates war er auch bei der Virtuellen Fachbibliothek Physik (ViFaPhys), einem BMBF-Projekt des FIZ Karlsruhe und der TIB Hannover.

## Arbeitsgebiete
Theoretische Physik (1954–2000): Thermostatik; Oberflächen- und Krümmungsspannungen von Quantengasen; Vorhersage der Massen von Atomkern-Isotopen; Neutronen- und Hadronensterne; atomare Clusterphysik; Pfadintegralmethode; PDMS (Plasma-Desorptions-Massenspektrometrie).
Management wissenschaftlicher Fachinformation (seit 2000): Open Access wissenschaftliche Information, Workflow, Retrieval, eLearning, Metadaten, Referier-Modelle, Nachweismethoden, Urheberrecht.

## Veröffentlichungen (Auswahl)
Hilf hat etwa 150 wissenschaftliche Arbeiten publiziert.
Auswahl wichtiger Arbeiten zur theoretischen Physik
- P. Borrmann, D. Gloski, E. R. Hilf: Specific Heat in the Thermodynamics of Clusters. Surface Review and Letters, 3.1, 1994, arxiv:chem-ph/9412003.
- E. R. Hilf, W. Schlez, K. Kruse, A. Dullweber, U. Steenen, St. Harsdorff, K. Koch, B. Nitzschmann, F. Kammer, W. Tuszynski: Chemometry of Plasma Desorption Mass Spectrometry. Software Development in Chemistry 5, 1991.
- H. P. Baltes, E. R. Hilf: Spectra of Finite Systems. Bibliographisches Institut Mannheim, 1976.
- E. R. Hilf: Early Neutron Star Matter. (PDF; 593 kB); Preprint-Reihe Institut für Kernphysik, Technische Hochschule Darmstadt 75/19, 1975.
- K. Koebke, E. R. Hilf: Thermodynamics of Hyperon Stars. in: Pure and Applied Chemistry. Band. 22, S. 469–480, 1970.
- W. D. Bauer, E. R. Hilf, K. Köbke, F. Schmitz: The Perfect Quantum-Gases. Übersichtsarbeit; in: Modern Developments in Thermodynamics. 1973.

Auswahl zum Management wissenschaftlicher Informationen
- E. R. Hilf: Digitaler Open Access zu wissenschaftlichen Informationen – Ein Umbruch zu neuen professionellen Diensten. (PDF; 381 kB), in: Open Source. Jahrbuch 2007.
- E. R. Hilf: Integrated Information Management in Physics. Proceedings of “APS E-PRINT Workshop”, Los Alamos, USA 1994.
- U. M. Borghoff, E. R. Hilf, R. Pareschi, T. Severiens, H. Stamerjohanns, J. Willamowski: Agent-Based Document Retrieval for the European Physicists: A Project Overview. Conference Report; in: Practical Applications of Intelligent Agents and Multi-Agents: PAAM’97. Second International Conference; London 1997.
- E. R. Hilf, B. Diekmann, H. Stamerjohanns, J. Curdes: Distributed Data-base System for scientific (non-textual) data. Proceedings of “Data and Knowledge in a Changing World”, Chambery, Frankreich 1995.